# 1137. п. н. е.

## Смрти
- Рамзес VI - пети фараон 20. египатске династије. (1185. п. н. е.)